# Eteobalea sumptuosella
Eteobalea sumptuosella — вид лускокрилих комах родини розкішних вузькокрилих молей (Cosmopterigidae).

## Поширення
Вид поширений в Південній Європі, Північній Африці, Кавказі, Західній та Середній Азії. Присутній у фауні України.

## Опис
Розмах крил 13-20 мм.

## Спосіб життя
Метелики літають з червня по серпень.